# Fröken Elisabeth
Fröken Elisabeth: Dramatisk teckning i två akter är ett drama av Nanna Börjesson från 1869.

## Handling
Handlingen utspelar sig i ett och samma rum i ett komministerboställe på landsbygden. Den unge komministern Edvard sitter och förbereder sin predikan då hans före detta elev och hemliga kärlek, fröken Elisabeth, kommer på besök. Edvard avslöjar till slut sin kärlek för henne och bedyrar att klasskillnaderna dem emellan inte kommer utgöra något hinder för att ingå äktenskap. Fröken Elisabeth lyckas i sin tur övertyga sin farbror, greven, att få ingå äktenskap.
Den andra akten utspelar sig några år senare. Edvard och Elisabeth har gift sig och fått en son. De älskar varandra, men idyllen svärtas ned av att Elisabeth inte funnit sig i sin roll som hustru. Hon är uttråkad och därtill utgör hennes svärmor en konkurrent om både man och barn. Skillnaderna vad gäller bildning mellan svärmodern och Elisabeth blir tydliga. Svärmodern beslutar sig en natt för att lämna paret, vilket tillkännages i en bitter monolog. Elisabeth hör detta, men gör ingenting för att hindra svärmodern från att resa. Plötsligt utbryter en brand i barnets vagga och svärmodern räddar dess liv. Händelsen gör att motsättningarna mellan de två kvinnorna i familjen försvinner och Elisabeth tar svärmor till sitt hjärta. Pjäsen avslutas med att svärmodern sitter med barnet i sin famn och Elisabeth har huvudet lutat mot hennes knä.

## Rollfigurer
- Greven
- Grevinnan
- Fröken Elisabeth, grevens brorsdotter
- Ville, Elisabeths bror
- Edvard, komminister
- Edvards moder
- Gustaf, betjänt hos greven

## Om pjäsen
Fröken Elisabeth var Börjessons debut och det ena av de blott två verk som utgör hennes samlade produktion. Pjäsen hade urpremiär på Kungliga Dramatiska Teatern i Stockholm den 21 april 1869. Den kom att bli en succé och spelades 24 gånger på Dramaten under 1869. Den spelades även på Dramatens konstnärsturné 1870 som gick till Göteborg, Kristianstad och Malmö. I skrivandet av Fröken Elisabeth tog Börjesson inspiration från Bjørnstjerne Bjørnsons pjäs De nygifta. I sin pjäs förde hon en för tiden djärv diskussion om kvinnans ställning inom äktenskapet. Med detta kom hon att bli en föregångare till 1880-talets kvinnliga dramatiker.
I ett brev till Börjesson från dåvarande Dramaten-chefen Erik af Edholm skrev Edholm att han uppskattade Fröken Elisabeth. Han diskuterade även hur Edvard Bäckström var beroende av Fröken Elisabeth när han skrev sin pjäs Evas systrar.
Pjäsen utgavs aldrig i bokform under sin samtid, men finns publicerad i sin helhet med förord och kommentarer av Anna Edmar (senare Lyngfelt) i Nanna Börjessons Fröken Elisabeth. Meddelanden, utgiven av Göteborgs universitet.

## Mottagande
Vid tidpunkten för pjäsens premiär fick författaren mycket beröm i tidningen Aftonbladet. Recensenten kallade henne "en högst ovanlig begåvning för det dramatiska facket" och berömde pjäsen för "på en gång kraftfulla och fina karaktärsteckningen samt den i all sin enkelhet skickligt anlagda handlingen". Anmälaren uppfattade pjäsen som realistisk och menade att "personer och konflikter är hämtade ur vårt eget lif..." Vidare berömde recensenten skådespelaren Elise Hwasser för hennes gestaltning av titelrollen och menade att hon hade en "natursam och fin ton..."
Pjäsen mottogs även väl av teaterpubliken som ropade in skådespelarna efter varje akt. Publiken önskade även att författaren skulle framträda, vilket hon inte gjorde.